# Evok
Evok est une entreprise colombienne partenaire de Grupo Nutresa produisant des chocolats et autres aliments à base de produits naturels en ayant un modèle économique durable.

## Histoire
Evok nait en 2014 en faisant partie des gagnants du programme "Out Of The Box" organisé par Grupo Nutresa qui cherchait des entreprises innovantes,, la marque arrivera sur le marché en 2016.
Son activité est à 95% colombienne, avec 11 boutiques dans les villes de Bogota, Cali, Medellín, Barranquilla, Carthagène des Indes et Bucaramanga. En 2021 elle ouvre sa première boutique à l'étranger, à Dubaï,.

### Produits
Parmi les produits on trouve des boissons chocolatées, des chocolats, des miels, des infusions et autres.

## Crédit d’auteurs
- (es) Cet article est partiellement ou en totalité issu de l’article de Wikipédia en espagnol intitulé « Evok » (voir la liste des auteurs).